# Nowopłatoniwka
Nowopłatoniwka (ukr. Новоплатонівка) – wieś na Ukrainie, w obwodzie charkowskim, w rejonie iziumskim. W 2001 liczyła 460 mieszkańców, spośród których 407 posługiwało się językiem ukraińskim, 51 rosyjskim, a 2 bułgarskim.